# Mosche Karmel
Mosche Karmel (hebräisch משה כרמל, * 17. Januar 1911 in Mińsk Mazowiecki, Kaiserreich Russland; † 14. August 2003 in Tel Aviv, Israel) war ein israelischer Politiker und Minister.

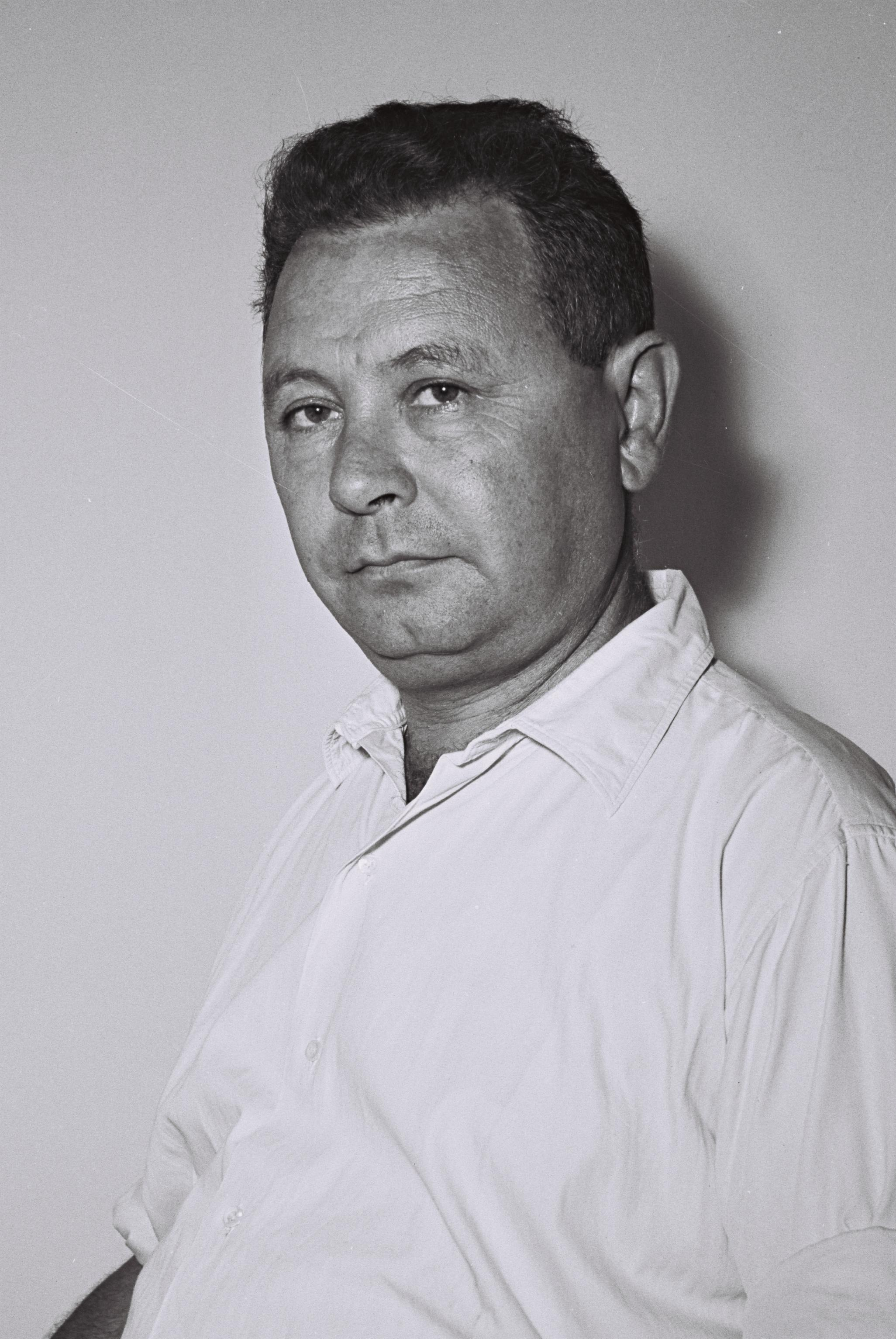
Mosche Karmel (1955)

## Leben
Mit 13 Jahren wanderte Karmel ins Völkerbundsmandat für Palästina ein und begründete den Kibbutz Naʿan mit. Er war tätig in der zionistischen Jugendbewegung Histadrut haNoʿar haʿOved wehaLomed. 1939–1941 war er wegen illegaler Tätigkeit gegen die Briten im Central Prison of Acre in Akko inhaftiert.
Im israelischen Unabhängigkeitskrieg 1948 war er Commander der Carmeli Brigade (hebräisch חטיבת כרמלי Chaṭīvat Karmelī) der Palmach, auch 2. Brigade, später ehem. 165. Brigade, eine Reserve-Infanterie-Brigade der Zahal, Teil des Nördlichen Kommandos, die bei der Operation Chiram (hebräisch מבצע חירם) zum Einsatz kam. Am 17. Mai 1948 ergab sich die arabische Besatzung von Akkos Zitadelle der Carmeli-Brigade unter Karmels Kommando, womit sie die Stadt einnahm.

## Politik
Er war Mitglied der Knesset von der 3. bis zur 8. Legislaturperiode, 1955–1965 für Achdut haʿAvoda, 1965–1968 für HaMaʿarach, 1968–1969 für ʿAvoda sowie 1969–1977 erneut für HaMaʿarach. Von 1948 bis 1967 war er israelischer Verkehrsminister.

## Schriften
- Northern Campaigns (1949)
- Between the Walls (1965)